# Посёлок при профилактории «Строитель»
Посёлок при профилактории «Строитель» — населённый пункт в Некрасовском районе Ярославской области России. 
В рамках организации местного самоуправления входит в Некрасовское сельское поселение, в рамках административно-территориального устройства — в Климовский сельский округ.

## География
Расположен в 31 км к востоку от Ярославля. Находится при Санатории Малые Соли.

## Население
| 2007 | 2010 |
| ---- | ---- |
| 358  | ↘322 |

Согласно результатам переписи 2002 года, в национальной структуре населения русские составляли 99 % из 358 жителей.